# Episodi de L'ispettore Coliandro (settima stagione)
La settima stagione della serie televisiva L'ispettore Coliandro è stata trasmessa in prima visione in Italia da Rai 2 dal 14 novembre al 5 dicembre 2018.
| nº | Titolo         | Prima TV Italia  |
| -- | -------------- | ---------------- |
| 1  | Yakuza         | 14 novembre 2018 |
| 2  | Serial killer  | 21 novembre 2018 |
| 3  | Vai col liscio | 28 novembre 2018 |
| 4  | Caccia grossa  | 5 dicembre 2018  |

## Yakuza
- Diretto da: Manetti Bros.
- Scritto da: Carlo Lucarelli e Giampiero Rigosi

### Trama
Kayo è una ragazza giapponese, dottoranda in storia dell'arte a Bologna, che scampa per un soffio ad una strage in un appartamento in cui convivono altri studenti, di cui uno è stagista presso una ditta di costruzioni affiliata ai Casalesi, il quale, scoperto un segreto su un progetto, che li avrebbe inchiodati, era l'obiettivo della spedizione di due killer pensionati, i quali incrociano Kayo (che non passa a loro inosservata e mostra un tubo portaprogetti), la quale si imbatte per caso in Coliandro, che, dopo averla interrotta mentre realizzava un murale commissionato dalla città di Bologna, malmena un assessore comunale. Il tutto finisce in questura e De Zan, appoggiando l'assessore, sospende lo stipendio a Coliandro per una settimana, con le scuse agli altri artisti e Kayo, la quale dimentica il progetto che era ciò che i killer cercavano, sul retro del quale c'è il disegno che stavano realizzando in strada. Coliandro, contravvenendo alle regole, decide di portarglielo a casa. Arrivato si accorge subito della particolarità di Kayo, la quale si fa invitare a cena, e Coliandro ci sta. Prima di andarsene, Kayo gli regala il disegno, non sapendo che sul retro contiene il progetto scottante. Intanto altri killer pedinano Kayo ed aspettando che lei esca da casa con Coliandro (al quale rilevano la targa), frugano prima a casa sua, e senza trovare il progetto, la vanno a rapire al ristorante mentre Coliandro era in bagno e lei era uscita per chiamare il fratello in Giappone, col telefono dell'Ispettore. Coliandro vede che Kayo è uscita ma fuori trova solo il suo telefono in terra ed il fratello di Kayo in linea, il quale capisce che è successo qualcosa alla sorella, e se la prende con Coliandro, decidendo di venire a Bologna immediatamente. Infatti la mattina dopo Coliandro se lo ritrova in casa, ma non fa a tempo a spiegarsi ed arrivano i secondi killer, i quali vengono messi in fuga da Kenzaburo, il fratello di Kayo, che è un samurai ex killer della Yakuza. Coliandro decide di collaborare con il fratello di Kayo per liberarla, e si rende conto dalle parole dei killer che sul retro del disegno ricevuto dalla ragazza c'è qualcosa di una certa valenza... Intanto nel covo dei secondi killer irrompono i killer pensionati i quali ne fanno fuori il leader e ne prendono il posto. Coliandro e Kenzaburo risalgono al covo dei killer, ci vanno, e liberano Kayo.
Dopo essere stata liberata, Kayo decide di partire insieme al fratello, non prima di aver lasciato un ricordo per l'ispettore: la ragazza, infatti, ha creato un disegno che gli copre buona parte della faccia, approfittando di un momento di ubriachezza di Coliandro, al quale nel giorno stesso viene offerta un'importante occasione per la sua carriera.
- Protagonista femminile: Eugenia Tempesta (Kayo Kobayashi).
- Altri interpreti: Taiyo Yamanouchi (Kenzaburo), Stefano Abbati (Matteo Coppola), Aleph Viola (Bird), Niccolò Mililli (Mauri), Federico Bassi (Francy), Patrizia Pezza (signora Serena), Dino Candelà (barbiere), Alessandro Celli, Paolo Cupido (assessore alla cultura), Giovanni Dispenza (Edo), Elio Fabbri, Gif, Jiayi Huang (Francesco), Luca Prazzoli (barbiere 2), Xin Yang (Zoe), Zi Yang Ye (Matteo)
- Guest star: Gigi Sammarchi (Gianni Picchio), Francesco Pannofino (ing. Augusto Bertoni)
- Ascolti Italia: telespettatori 2 472 000 – share 10,9%[1]

## Serial killer
- Diretto da: Manetti Bros.
- Scritto da: Carlo Lucarelli e Giampiero Rigosi

### Trama
A Bologna opera una società di commercio internazionale di petrolio gestita da Melinah, una donna esperta di arti marziali che, per assicurarsi il pieno controllo della società, non ha avuto scrupoli ad uccidere il marito e la cognata Tatja, facendo in modo che il delitto di quest’ultima fosse attribuito al killer noto come "il chirurgo", un uomo così soprannominato perché uccide le proprie vittime inferendo sei tagli con un bisturi di precisione.
L'unità speciale comandata dal vicequestore Petrarca che indaga sui delitti, ritenendo a causa di gravi indizi che il serial killer sia Giacomino, abituale frequentatore di Tatja perché attratto dalla sua origine georgiana, lo arresta ma se lo lascia sfuggire. Giacomino trova quindi rifugio da Coliandro che, non convinto della sua colpevolezza, cerca di aiutarlo nascondendolo in casa propria e permettendo ad Ilaria, sorella di Giacomino, di continuare a vedere il fratello.
Convinta che l'omicidio di Tatja non sia opera del serial killer ma di un suo emulo, la Bertaccini riesce ad esaminare il cadavere della vittima e a trovare conferme alla sua ipotesi, giacché il corpo presenta un taglio in più del solito, come scritto per errore in un articolo di giornale, ma viene sorpresa dal vero "chirurgo" (che pare lavorare proprio nell'obitorio della polizia scientifica) il quale la accoltella alla gola.
Riuniti al capezzale della Bertaccini, i colleghi della Mobile hanno un duro scontro con il vicequestore Petrarca che viene aggredito da De Zan, e vengono in blocco sollevati dall'indagine, pur restando convinti della colpevolezza di Giacomino. Coliandro riesce tuttavia a dimostrare a Gamberini che né Giacomino né la sorella Ilaria si erano mossi da casa dell'ispettore durante l'aggressione alla Bertaccini, quindi gli agenti della Mobile iniziano una indagine parallela non autorizzata, basata sulla testimonianza di Giacomino, che li porta a Melinah e ai suoi scagnozzi.
Dopo aver raccolto alcune prove (lasciando come sempre fuori dalle mansioni operative Coliandro), De Zan, Buffarini e Gamberini tornano a casa di quest'ultimo dove adesso è tenuto nascosto Giacomino, ma la trovano vuota. Giacomino infatti ha rivelato a Coliandro di aver preso a casa di Tatja un pupazzetto che conteneva al suo interno un generatore di codici necessario alla società di Melinah per sbloccare un pagamento e concludere un grosso affare internazionale; intuita l'importanza dell'oggetto, Coliandro, desideroso di riscattarsi, ha deciso di lasciare l'appartamento per andare a recuperare il generatore insieme a Giacomino, dimenticando tuttavia nella casa di Gamberini il telefono di Giacomino che lo stesso Giacomino aveva improvvidamente acceso poco prima, permettendo quindi a Petrarca di localizzare il luogo in cui si nasconde il presunto assassino. Petrarca e la sua squadra fanno quindi irruzione nell'appartamento di Gamberini trovando il cellulare di Giacomino nonché Gamberini, De Zan e la Buffarini che vengono immediatamente tratti in arresto.
Intanto nella casa di Giacomino, dove questi si sta recando insieme a Coliandro, si è introdotto anche il vero "chirurgo", il quale, avendo appreso dalla stampa dell'esistenza di un suo emulatore - identificato in Giacomino - è deciso a vendicarsi, per gelosia. Giacomino viene rapito dal "chirurgo". Questi però, dai racconti di Giacomino, si rende conto che l'emulatore non è Giacomino, bensì Melinah e i suoi scagnozzi. Il "chirurgo" decide quindi di vendicarsi recandosi a casa di Melinah insieme a Giacomino, il quale però viene riconosciuto da uno degli uomini al servizio di Melinah. I due vengono catturari e Melinha telefona a Coliandro per proporgli uno scambio tra Giacomino e il killer, da un lato, e il generatore di codici, dall'altro.
Coliandro si trova dunque solo all'appuntamento concordato telefonicamente con Melinah, mentre i colleghi Gargiulo e Lo Russo arrivano in ritardo a causa di un incidente stradale. Il "chirurgo" riesce però ad uccidere i due uomini al seguito di Melinah, per mezzo di un bisturi di cui si era impossessato proprio a casa di lei, per rimanere subito dopo ucciso da Melinah stessa con un colpo di pistola. Nel combattimento corpo a corpo che segue fra l'ispettore e la donna, nonostante la maggiore abilità di quest’ultima, Coliandro riesce a renderla inoffensiva con un banale scherzo e la complicità dello stesso Giacomino.
La risoluzione del caso frutta a Coliandro un encomio solenne ed i complimenti della Longhi, di De Zan e dei colleghi.
- Protagonista femminile: Claudia Gerini (Melinah Demir)
- Altri interpreti: Philip Arditti (Hatai), Rodolfo Corsato (vice questore Gianni Petrarca), Carlotta Miti (Marta), Hamarz Vasfi (ministro del petrolio Kalid Akkad), Luca Di Giovanni ("Il chirurgo"), Francesco Meoni (Paolucci, aiutante di Petrarca), Andrian Loutchanski (Timur Akkar), Bassam Daoud (scagnozzo di Melinah), Fausto Carpani (Baldini), Eugenia Delbue (poliziotta in automobile), Jiayi Huang (Francesco), Osama Mohamed Aly Karman, Manfredi Lucibello (poliziotto), Marcello Magliozzi (poliziotto), Stefano Agostino Moretti (poliziotto in automobile), Amanda Rossi (Francesca, "la gnoccona del bar"), Luisa Vitali (Tatja Grigarava Gelic), Xin Yang (Zoe), Zi Yang Ye (Matteo)
- Guest star: Serena Rossi (Ilaria), Stefano Bicocchi (Giovanni "Giacomino" Sbarzaglia)
- Ascolti Italia: telespettatori 2 337 000 – share 10,1%[2]

## Vai col liscio
- Diretto da: Manetti Bros.
- Scritto da: Carlo Lucarelli e Giampiero Rigosi

### Trama
Mayra Soares, una giovane laureanda in Economia e Commercio che lavora esibendosi nelle balere romagnole con orchestre di liscio, viene brutalmente uccisa nel proprio appartamento. Il principale sospettato dell'omicidio è Walter Bertuzzi, detto “Patachina” per il fisico esile, amico e presunto stalker della vittima, che si costituisce poche ore dopo il delitto.
Buffarini, che conosce il Bertuzzi, trova incompatibile la sua scarsa prestanza fisica con la brutalità del delitto. Non è convinta nemmeno la migliore amica ed ex collega della vittima, Natascia, che Coliandro ha conosciuto precedentemente in una balera accompagnando la Paffoni per sdebitarsi di un favore, e della quale è subito rimasto infatuato. Secondo la ragazza “Patachina” è assolutamente inoffensivo, perciò suggerisce all'ispettore di indagare in altre direzioni fornendogli due possibili piste: la prima porta al professore con cui la vittima stava preparando la tesi, soprannominato “Manissima” per via della facilità con cui molesta le studentesse, che è stata l'ultima persona ad aver sentito Mayra viva; la seconda porta ad Ersilia, moglie di Washington “Vasinto” Camorani, capo dell'orchestra con cui Natascia si esibisce, soprannominata “Vagona” per la sua corpulenza e responsabile dell'allontanamento di Mayra dall'orchestra.
Nonostante la temporanea assegnazione all'archivio, Coliandro inizia la sua personale indagine cercando di rintracciare “Manissima” che però muore apparentemente suicida prima di essere interrogato. La Buffarini, invece, scopre nell'appartamento della vittima la mancanza di un computer portatile e lo scontrino della tipografia a cui Mayra aveva affidato la stampa della propria tesi di laurea intitolata "Tre per uno: una lasagna a tre strati". Anche Natascia rivela a Coliandro di aver letto un libro dove si parlava di "lasagne a tre strati", ed è sempre questo il misterioso oggetto di discussione tra il cocainomane Vasinto e due spacciatori verso cui è debitore.
Per recuperare il libro, Natascia si introduce nell'abitazione di Vasinto ed Ersilia e riesce ad impossessarsene, scoprendo che si tratta in realtà della tesi di Mayra. La “Vagona”, accortasi del furto, rapisce la ragazza e la porta in un casolare isolato. Per fortuna la ragazza è riuscita a lasciare un messaggio nella segreteria di Coliandro, il quale si precipita alla balera, interroga Vasinto scoprendo il luogo in cui si trova Natascia, vi si reca e trova uno dei due spacciatori morto e l'altro in uno stallo alla messicana con Ersilia. Segue uno scontro in cui il secondo spacciatore viene ucciso e la “Vagona” viene neutralizzata.
In questura la Longhi ricostruisce gli eventi: Mayra aveva scoperto che l'orchestra di Vasinto era la copertura per un giro di riciclaggio di denaro sporco chiamato Lasagna a tre strati e aveva deciso di farne l'oggetto della propria tesi. Insospettita dalle domande scomode che le venivano poste, la “Vagona” aveva prima allontanato Mayra, poi l'aveva uccisa dando inizio alla scia di sangue per impedire che la verità venisse a galla.
- Protagonista femminile: Clizia Fornasier (Natascia)
- Altri interpreti: Alessandro Bianchi (ragionier Caciccia), Simona Caparrini (dottoressa Griffone), Eugenio Zanni (Washington "Vasinto" Camorani), Mammadou Moustapha (spacciatore nero), Andrea Argentieri (cameriere Risto-Boat), Enrico Baglio (cliente Bagno Bar Milano), Nicholas Benetti, Fausto Carpani (Baldini), Angela Cotti (mamma di Gargiulo), Pino Cuscini (prof. "Manissima"), Italo Corsali, Enrico Ferratini, Alessandro Monari, Alexander Pistone (giocatore beach volley), Gianluca Reggiani (cameriere caffetteria), Angela Sisera (Mayra Soares), Simone Susani
- Guest star: Iva Zanicchi (Ersilia Caran "La Vagona"), Gué Pequeno (spacciatore bianco)
- Ascolti Italia: telespettatori 2 596 000 – share 10,7%[3]

## Caccia grossa
- Diretto da: Manetti Bros.
- Scritto da: Carlo Lucarelli e Giampiero Rigosi

### Trama
Edward Kabanga, profugo dall'Africa e dipendente dell'azienda agricola Ravazzini, rimane vittima di una caccia all'uomo nelle colline bolognesi.
Temporaneamente assegnato all'ufficio stranieri della Questura, Coliandro conosce Asmareth Santarelli, una giovane dottoressa e affascinante mediatrice culturale di origine eritrea con la quale, a causa di un malinteso, inanella una serie di gaffe che contribuiscono a creare una immagine gretta e razzista di sé, nonché goffa e pittoresca, agli occhi della ragazza. 
Un altro dipendente nordafricano dell'azienda agricola, Cedric, amico di Asmareth, la contatta per denunciare le condizioni di sfruttamento alle quali sono sottoposti i lavoratori extracomunitari, nonché le sparizioni di chi si ribella, tra cui Kabanga. Coliandro viene quindi incaricato da De Zan di recarsi insieme ad Asmareth, Gamberini e Bertaccini presso l'azienda agricola Ravazzini, dove si produce un nocino e con molto terreno coltivato a vigneto. Agli agenti vengono quindi mostrati alcuni contratti e i permessi di soggiorno dei lavoratori extracomunitari. Quando Asmareth chiede di parlare con Kabanga, le viene riferito che tale nome è sconosciuto all'azienda. Cedric viene esortato da Asmareth a raccontare la verità in presenza di tutti ma quest'ultimo, impaurito da un uomo appena entrato nella stanza, si rifiuta di collaborare e strattona la donna inserendo di nascosto nella sua borsa un biglietto. La mossa viene però notata dal Caporale Ravazzini e dall'uomo che ha spaventato Cedric, i quali dopo aver congedato i poliziotti uccidono Cedric.
I due uomini quindi assoldano un ladro affinché insegua l'auto di Coliandro per recuperare il biglietto dalla borsa di Asmareth. Quando Asmareth scende dall'auto per rincasare, viene scippata dal ladro che li seguiva. Coliandro riesce a recuperare la borsa e l'uomo si dilegua. Asmareth quindi si accorge di avere nella borsa un biglietto da visita dell'armeria Filippazzi, sul retro del quale c'è scritto il nome di Eddy Kabanga. Intuendo che fosse stata opera di Cedric nell'azienda agricola, condivide con Coliandro l'informazione il quale si reca all'armeria insieme ai colleghi Gamberini e Bertaccini, dove però oltre ad un'arma accidentalmente carica non scoprono nulla. L'incidente ha tuttavia insospettito Valter, un armaiolo che lavora per Filippazzi, il quale gli chiede se conoscesse Eddy Kabanga. Questi contatta Coliandro fissando un incontro a casa dell'ispettore per consegnargli un diario su cui aveva trovato il nome di Kabanga, ma viene scoperto e ucciso da Filippazzi.
Coliandro e Asmareth vengono quindi aggrediti e si ritrovano prigionieri in un sotterraneo in compagnia di Filippazzi, dell'imprenditore agricolo Ravazzini e di alcuni strani soggetti attrezzati per una battuta di caccia grossa in cui le prede sono proprio l'ispettore e la ragazza. Facendo tesoro del vantaggio concesso loro per fuggire e sfruttando l'atroce esperienza di Asmareth maturata durante la guerra di indipendenza eritrea, con semplici quanto ingegnose astuzie i due riescono a sfuggire ai cacciatori mettendoli fuori combattimento uno dopo l'altro, fino a giungere allo scontro finale con Filippazzi in cui l'ispettore ha rocambolescamente la meglio.
In questura Coliandro riceve un encomio solenne per aver risolto il caso agendo secondo le regole, smascherando la banda che organizzava battute di caccia con i braccianti immigrati come prede. Poi, una sera, viene invitato a cena da Asmareth in un locale eritreo e, tra una battuta e l'altra, i due si baciano.
- Protagonista femminile: Martina Sammarco (dott.ssa Asmareth Teresa Santarelli)
- Altri interpreti: Dirk Plönissen ("L'occhio"), Giga Imedadze (Radescu, lo scagnozzo di Ravazzini), Roberto Romagnoli (Valter, commesso nell'armeria), Vitale Aldrovandi (il Commendatore), Pacifique Muzusa Badesire (Cèdric Assombalonga), Axel Eric Ahonoukoun, Alessio Amidei (ladro borsa), Rober Ediogu (Edouard Kabanga), Matteo Negrini, Jiayi Huang (Francesco, ragazzo cinese del parcheggio), Xin Yang (Zoe, ragazza cinese del parcheggio), Zi Yang Ye (Matteo, ragazzo cinese del parcheggio)
- Guest star: Paolo Calabresi (Omero Ravazzini), Gianmarco Tognazzi (Sergio "Sergino" Filippazzi, titolare dell'armeria)
- Ascolti Italia: telespettatori 2 423 000 – share 10,6%[4]